# Procopius din Cezareea

Extinderea granițelor Imperiului Bizantin de la ascensiunea pe tron a împăratului Iustinian I (roșu, 527) până la moartea sa (portocaliu, 565).

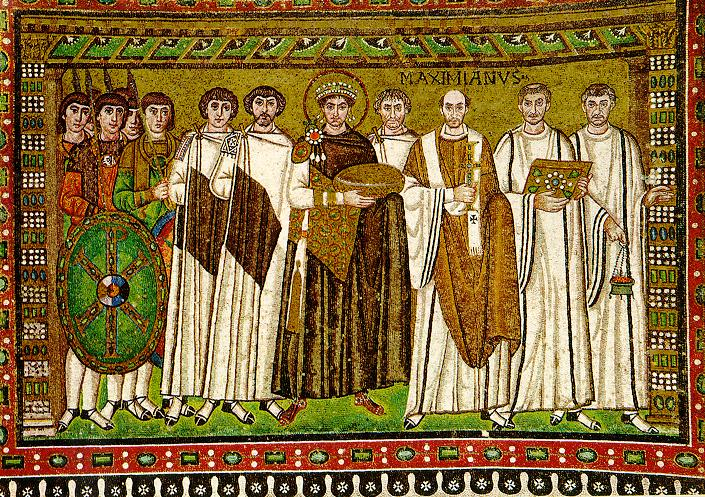
În mozaicul din Bazilica San Vitale, Ravenna, Belisarie se presupune a fi personajul cu barbă din dreapta împăratului Iustinian I. Mozaicul celebrează recucerirea Italiei de către armata bizantină sub comanda inspirată a generalului Belisarie.

Procopius din Caesarea (în latină Procopius Caesarensis, în greacă Προκόπιος ὁ Καισαρεύς, transliterat: Prokopios o Kaizareus; cca. 500 – cca. 565) a fost un erudit proeminent bizantin din Palestina. Procopius l-a însoțit pe generalul Belisarie în războaiele împăratului Iustinian I, a devenit principalul istoric din secolul al VI-lea, a scris Războaiele lui Iustinian, Realizările lui Iustinian și celebra Istoria secretă. El este considerat a fi ultimul mare istoric al lumii antice.

## Biografie
În afară de propriile sale scrieri, sursa principală pentru viața lui Procopius a fost o intrare în Suda, o enciclopedie greacă bizantină scrisă la un moment dat după 975, care relatează viața sa timpurie. Era originar din Cezareea în provincia Palaestina Prima. El ar fi primit o educație obișnuită pentru clasele superioare ale timpului în literatura clasică greacă și retorică, posibil la celebra școală din Gaza. S-ar putea să fi urmat facultatea de drept, posibil la Berytus (Beirutul de astăzi) sau Constantinopol (acum Istanbul), și a devenit avocat (rhetor). Evident știa latină, așa cum era firesc pentru o persoană cu pregătire juridică. În 527, primul an al domniei împăratului Iustinian I, el a devenit consilier juridic (adsessor) pentru Belisarie, un general pe care Iustinian l-a numit principalul comandant militar, încercând să recapete provinciile vestice pierdute ale imperiului.
Procopius a fost cu Belisarie pe frontul de est până când acesta a fost învins în bătălia de la Callinicum în 531 și rechemat la Constantinopol. Procopius a fost martor la revoltele Nika din ianuarie 532, pe care Belisarius și colegul său general Mundus le-au înăbușit cu un masacru pe Hipodrom. În 533 el l-a însoțit pe Belisarie în expediția sa victorioasă împotriva regatului vandal din Africa de Nord, a luat parte la capturarea Cartaginei și a rămas în Africa cu succesorul lui Belisarius, Solomon Eunucul, când Belisarius s-a întors în capitală. Procopius a înregistrat câteva dintre evenimentele meteorologice extreme din 535–536, deși acestea au fost prezentate ca fundal pentru activitățile militare bizantine, cum ar fi o revoltă la Cartagina. S-a alăturat lui Belisarie în campania sa împotriva regatului ostrogot din Italia și a trăit asediul Romei de către goți, care a durat un an și nouă zile, sfârșind la mijlocul lunii martie 538. El a fost prezent la intrarea lui Belisarie în capitala goților, Ravenna, în 540. Atât Războaiele, cât și Istoria Secretă sugerează că relația lui cu Belisarie s-a răcit ulterior. Când Belisarie a fost trimis în 544 înapoi în Italia ca să ducă războiul reizbucnit cu goții, conduși acum de abilul rege Totila, Procopius pare să nu mai fi fost în suita lui Belisarie.
Ca magister militum, Belisarie a fost un „om ilustru” (în latină vir illustris, în greacă ἰλλούστριος, transliterat: illoustrios); fiind adsessor al său, Procopius trebuie să fi avut deci cel puțin rangul de „om vizibil” (vir spectabilis). El aparținea astfel grupului de rang mediu al ordinului senatorial (ordo senatorius). Cu toate acestea, Suda, care este de obicei bine informată în astfel de materii, îl descrie și pe Procopius însuși drept unul dintre illustres. Dacă această informație este corectă, Procopius ar fi avut un loc în senatul Constantinopolului, care a fost limitat la illustres sub Iustinian. El a mai scris că, în domnia lui Iustinian, în 560, pe Muntele Templului a fost construită o biserică creștină importantă dedicată Fecioarei Maria.
Nu este sigur când a murit Procopius. Mulți istorici  — inclusiv Howard-Johnson, Cameron și Geoffrey Greatrex  — îi datează moartea cu 554, dar a existat un prefect urban al Constantinopolului (praefectus urbi Constantinopolitanae) care l-a menționat pe Procopius în 562. În acel an, Belisarie a fost implicat într-o conspirație și a fost adus în fața acestui prefect urban.
De fapt, unii oameni de știință susțin că Procopius a murit la cel puțin câțiva ani după 565, deoarece el afirmă fără echivoc la începutul Istoriei Secrete că plănuia să o publice după moartea lui Iustinian de teamă să nu fie torturat și ucis de împărat (sau chiar de generalul Belisarie) dacă împăratul (sau generalul) ar fi aflat despre ceea ce a scris Procopius (critica sa usturătoare la adresa împăratului, a soției sale, a lui Belisarie, a soției generalului, Antonia: numindu-i pe cei dintâi „demoni în formă umană”, iar pe cel din urmă incompetent și perfid). Cu toate acestea, majoritatea savanților cred că Istoria Secretă a fost scrisă în 550 și a rămas nepublicată în timpul vieții lui Procopius.